# Ménil-Hubert-sur-Orne
Ménil-Hubert-sur-Orne è un comune francese di 407 abitanti situato nel dipartimento dell'Orne nella regione della Normandia.
Il territorio comunale è bagnato dal fiume Orne.

## Società

### Evoluzione demografica
Abitanti censiti